# Levittown (New York)
Levittown je město v okrese Nassau County ve státě New York ve Spojených státech amerických. K roku 2010 zde žilo 51 881 obyvatel. S celkovou rozlohou 17,8 km² byla hustota zalidnění 2 900 obyvatel na km².
Město vzniklo v roce 1947, kdy zde developerská firma Levitt & Sons začala díky vládním subvencím stavět levné typizované domy pro válečné vysloužilce. Podle vzoru Levittownu se pak po celých Spojených státech budovala podobná předměstí, symbolizující poválečný hospodářský vzestup střední třídy, která si mohla dovolit vlastní bydlení v blízkosti velkých měst. Model Levittownu byl však také kritizován jako symbol rasové segregace (domy zde mohli získat pouze běloši). Odborníci na urbanismus také poukazují na nízkou estetickou hodnotu monotónní předměstské zástavby.

## Významní rodáci
- Maureen Tuckerová (* 1944) − americká hudebnice
- Tom Kapinos (* 1969) − americký televizní producent a scenárista